# Apseudes
Apseudes (altgriechisch Ἀψευδής) ist in der griechischen Mythologie eine Tochter des Nereus und der Okeanide Doris und somit eine der Nereiden.
Homer erwähnt sie in der Ilias im Rahmen seiner Aufzählung der Nereiden, während sie Hesiod nicht kennt. Stattdessen gibt er dem Nereus das Prädikat apseudes („wahrheitsliebend“). Im Nereidenkatalog bei Hyginus Mythographus wird sie genannt.